# Santiago (Ecuador)
Santiago, también Santiago de Tiwintza, es un pueblo y la única parroquia urbana del cantón Tiwintza de la provincia ecuatoriana de Morona Santiago. La parroquia tiene una superficie de 649 km². Según el censo de 2022, la parroquia tenía una población de 5511 habitantes. La zona está habitada por el pueblo indígena shuar.

## Situación
El Río Santiago fluye hacia el este a través de la Parroquia de Santiago, separando la Cordillera de Kutukú al norte de la Cordillera del Cóndor al sur. Al oeste, el área administrativa se extiende hasta la confluencia del río Zamora y el río Namangoza. Al este, la parroquia limita con el río Yaupi. La ciudad principal, situada a una altitud de unos 280 m, se ubica en la margen izquierda del Río Santiago sobre la Transversal Austral (E40) (Cuenca–San José de Morona). La ciudad de Santiago está ubicada a 83 km al sursureste de la capital provincial, Macas.
La Parroquia Santiago limita al noreste con la Parroquia Patuca (Cantón Santiago de Méndez), al norte con la Parroquia Yaupi (Cantón Logroño), al este con la Parroquia San José de Morona, al sureste con Perú y al suroeste y oeste con la Parroquia San Antonio (Cantón Limón Indanza).

## Historia
El lugar data de una misión salesiana establecida en 1958. La Parroquia de Santiago fue fundada el 25 de enero de 1966 en el cantón Santiago de Méndez. El 23 de octubre de 2002 se fundó el cantón Tiwintza y Santiago pasó a ser parroquia urbana y sede de la administración cantonal.